# Esquirol de les illes Natuna
L'esquirol de les illes Natuna (Sundasciurus natunensis) és una espècie de rosegador de la família dels esciúrids. Viu a les illes Natuna i, possiblement, Kalimantan Occidental (Indonèsia). Té una llargada total de 35,35-36,55 mm. La cua fa un 57-67% de la llargada del cos. Anteriorment era considerat una subespècie de l'esquirol de Low (S. lowii). El seu nom específic, natunensis, significa ‘de Natuna’ en llatí.